# Kristina Adolfsson
Eva Lisbeth Kristina Adolfsson, född 7 juni 1958 i Lund, är en svensk journalist.
Adolfsson var en av de första kvinnliga musikskribenterna i Sverige, välkänd som journalist inom mode, musik och populärkultur. Hon var under flera år verksam från London. År 1980 blev Adolfsson anställd på Kvällsposten, 1986 vid Expressen, 1987 vid Slitz och samma år vid Nöjesguiden. Därefter blev hon programledare på När & Fjärran i TV4 under åren 1996-2001. År 2002 blev hon redaktionschef på Elle och under 2003-2009 var hon chefredaktör där. Mellan 2009 och 2010 var Adolfsson chefredaktör på Laura. 2011 startade hon tidningen Drömbo utomlands på LRF förlag. Under åren 2012-2018 arbetade Adolfsson som chefredaktör på Arbetsförmedlingens interntidning På Jobbet. År 2013 blev På Jobbet utsedd till Sveriges bästa personaltidning av föreningen Rim. 
Hon utnämndes 1991 till "kulturattaché vid Skånska ambassaden", ett nätverk för skåningar i förskingringen. År 2018 började Adolfsson som chefredaktör på Senioren.